# Список символов штата Флорида

Расположение штата Флорида на территории США

Ниже приведён список символов штата Флорида. Большинство из них были выбраны уже после 1950-х годов. Только два символа, плод и птица, появились до 1950-х годов.

## Список символов

### Общие
| Тип      | Символ                                  | Описание | Год принятия | Изображение        | Ссылка |
| -------- | --------------------------------------- | --- | ------------ | ------------------ | ------ |
| Флаг     | Флаг Флориды                            | На белом полотнище изображён красный крест, поверх него располагается печать штата. Флаг был принят на референдуме в 1900 году, нынешний вариант появился в 1985 году. | 1985         | Florida flag       | [ 3 ]  |
| Праздник | Pascua Florida                          | Праздник цветов или цветочный праздник. Отмечается обычно 2 апреля, в день когда в 1513 году испанский конкистадор Хуан Понсе де Леон открыл Флориду. | 1953         | —                  |        |
| Девиз    | англ. In God We Trust (На Бога уповаем) | Девиз был помещён на печать Флориды в 1868 году, но официальным символом стал только в 2006 году. | 2006         |                    | [ 4 ]  |
| Прозвище | Штат Солнечного Света                   | Фраза «Штат солнечного света» существует с 1949 года, когда она впервые появилась на автомобильном номере. Прозвище было официально принято легислатурой Флориды в 1970 году. | 1970         |                    | [ 5 ]  |
| Печать   | Печать Флориды                          | Стоящая на берегу женщина индейского племени разбрасывает цветы гибискуса. На заднем плане изображены пальма, лучи солнца, поднимающиеся над горными вершинами и пароход. Внизу печати размещён девиз Флориды на английском языке «На Бога уповаем». Последние изменения в печать были внесены в 1985 году. | 1985         | Florida State Seal | [ 6 ]  |

### Флора и фауна
| Тип                             | Символ                                               | Описание | Год принятия | Изображение              | Ссылка |
| ------------------------------- | ---------------------------------------------------- | --- | ------------ | ------------------------ | ------ |
| Плод                            | Апельсин Citrus sinensis                             | Выращивание апельсинов является важным источником дохода в бюджет Флориды. | 1909         | Orange blossoms          | [ 8 ]  |
| Дерево                          | Сабаль пальмовидный Sabal palmetto                   | Сабаль пальмовидный широко распространён во Флориде. Этот вид пальмы является не только неотъемлемой частью местного пейзажа, но и широко употребляется в пищу.                                                   | 1953         | Sabal palm               | [ 9 ]  |
| Цветок                          | Кореопсис Coreopsis                                  | Применяется при благоустройстве городского ландшафта. | 1991         | Coreopsis                | [ 10 ] |
| Млекопитающее                   | Флоридская пума Puma concolor coryi                  | Обитает в Южной Флориде. Единственный подвид пумы, находящийся под угрозой исчезновения. | 1982         | Florida panther          | [ 12 ] |
| Птица                           | Многоголосый пересмешник Mimus polyglottos           | Певчая птица, обитающая во Флориде круглогодично. Является официальным символом ещё для четырёх штатов. | 1927         | Mockingbird              | [ 13 ] |
| Бабочка                         | Zebra longwing Heliconius charithonia                | Взрослые особи средних размеров с длинными крыльями. Крылья чёрные, с узкими белыми и жёлтыми полосами. Размах крыльев от 72 до 100 мм.                                                                           | 1996         | Zebra longwing butterfly | [ 15 ] |
| Рыба (пресноводные водоёмы)     | Большеротый окунь Micropterus salmoides floridanus   | Является популярным в спортивной рыбалке. | 1975         |                          | [ 17 ] |
| Рыба                            | Атлантический парусник Istiophorus platypterus       | Обитает в северных и южных водах Атлантического океана. Погружается на глубину до 200 метров, охотится на колонии стайных рыб, таких как скумбрия, сардины и анчоусы.                                             | 1975         | Atlantic sailfish        | [ 19 ] |
| Лошадь                          | Флоридская скаковая                                  | Завезена во Флориду испанцами в XVI веке. | 2008         | Florida Cracker Horse    | [ 20 ] |
| Млекопитающее (морское)         | Американский ламантин Trichechus manatus latirostris | В зимнее время обитает в районе Флориды. | 1975         | Florida manatee          | [ 21 ] |
| Млекопитающее                   | Морские свиньи Tursiops truncatus                    | Обитает у побережья Америки. Длина тела от 1,5 до 2,5 метров и массой около 120 кг. | 1975         | Bottlenose dolphin       | [ 21 ] |
| Рептилия (пресноводные водоёмы) | Миссисипский аллигатор Alligator mississippiensis    | Эндемик юго-востока США, официальный символ трёх штатов. | 1987         | American alligator       | [ 23 ] |
| Рептилия                        | Логгерхед Caretta caretta                            | Флорида является одним из крупных мест гнездования черепах. Взрослая черепаха достигает длины в 70—95 см и массы от 80 до 200 кг. Карапакс сердцевидный коричневого, красновато-коричневого или оливкового цвета. | 2008         | Loggerhead sea turtle    | [ 25 ] |
| Раковина                        | Флоридская конская раковина Pleuroploca gigantea     | Раковины достигают длины около 60 см. Они располагаются вдоль всего побережья Флориды на глубине 45 см. | 1969         | Horse conch              | [ 26 ] |
| Черепаха                        | Гофер-полифем Gopherus polyphemus                    | Ареал включает большую часть полуострова Флорида. Основная среда обитания — песчаные холмы с сосновыми и дубовыми редколесьями на хорошо прогреваемых солнцем участках.                                           | 2008         | Gopher tortoise          | [ 27 ] |

### Геология
| Тип     | Символ        | Описание | Год принятия | Изображение    | Ссылка |
| ------- | ------------- | --- | ------------ | -------------- | ------ |
| Минерал | Лунный камень | Месторождения данного минерала во Флориде отсутствуют, официальным символов выбран в память высадки американцев на Луне. | 1970         | Moonstone      | [ 29 ] |
| Почва   | Майякка       | Самый распространённый вид почвы в штате.                                                                                | 1989         | Myakka Soil    | [ 31 ] |
| Камень  | Агат          | Единственный полудрагоценный камень, найденный во Флориде.                                                               | 1979         | Agatized coral | [ 33 ] |

### Культура
| Тип                   | Символ                                     | Описание | Год принятия | Изображение                        | Ссылка |
| --------------------- | ------------------------------------------ | --- | ------------ | ---------------------------------- | ------ |
| Гимн                  | Florida (Where the Sawgrass Meets the Sky) | | 2008         | Where the Sawgrass Meets the Sky   | [ 34 ] |
| Напиток               | Апельсиновый сок                           | Апельсины являются самым ценным сельскохозяйственным продуктом для экономики Флориды. | 1967         | Orange juice                       | [ 36 ] |
| Фестиваль             | Calle Ocho-Open House 8                    | Однодневный танцевальный фестиваль, проводится в кубинском квартале в Майами. | 1980         | Calle Ocho Festival                | [ 38 ] |
| Фрукт                 | Апельсин                                   | Почти три четверти всех апельсинов в стране выращивает Флорида | 2005         | Oranges                            | [ 39 ] |
| Выставка цитрусовых   | Florida Citrus Archives                    | В колледже Южной Флориды в Лейкленде представлена обширная коллекция цитрусовых и связанных с ними материалами.                                                                                      | 2001         |                                    | [ 41 ] |
| Пирог                 | Лаймовый пирог                             | Классический лаймовый пирог делается с использованием сгущённого молока с сахаром, так как свежее молоко было редкостью во Флорида-Кис до появления современных методов обработки и доставки молока. | 2006         | Key lime pie                       | [ 42 ] |
| Пьеса                 | Cross and Sword                            | Пьеса американского драматурга Пола Грина | 1973         |                                    | [ 44 ] |
| Родео                 | Silver Spurs Rodeo                         | Крупнейший фестиваль родео на всём Миссисипи. | 1994         | Silver Spurs Rodeo                 | [ 46 ] |
| Железнодорожный музей | Gold Coast Railroad Museum                 | Основан в 1956 году. Музей располагается на бывшей военно-морской базе в Майами. Один из трёх официальных железнодорожных музеев Флориды                                                             | 1984         | Gold Coast Railroad Museum         | [ 48 ] |
| Железнодорожный музей | Florida Gulf Coast Railroad Museum         | Музей в Пэррише, Флорида. Один из трёх официальных железнодорожных музеев Флориды. | 1984         | Florida Gulf Coast Railroad Museum | [ 48 ] |
| Песня                 | Old Folks at Home                          | С 1913 по 1935 год официальной песней была «Florida, My Florida». С 1935 года её место занимает «Old Folks at Home» авторства Стивена Фостера.                                                       | 1935         | Old Folks at Home                  | [ 52 ] |